# Pimple and the Snake
Pimple and the Snake è un cortometraggio muto del 1912 diretto da W.P. Kellino.

## Trama
Credendo che sia un serpente, Pimple - che vuole guadagnarsi la ricompensa di 500 sterline per un boa scappato dallo zoo - si mette a cacciare un boa di struzzo, inseguendo una signora e le sue piume in mezzo alle strade della città.

## Produzione
Il film fu prodotto dalla EcKo. Fu il secondo titolo della serie di Pimple, realizzato dopo che Fred Evans aveva lasciato Cricks & Martin e  il suo precedente personaggio di Charley Smiler.

## Distribuzione
Distribuito dalla Cosmopolitan Films, il film - un cortometraggio di 97,5 metri - uscì nelle sale cinematografiche britanniche nel novembre 1912.